# Seismic Experiment for Interior Structure

Animation du sismomètre soulevé par le bras robotique et placé à la surface de Mars.

Seismic Experiment for Interior Structure (SEIS) (en français ; « Expérience sismique pour la structure interne ») est un sismomètre et le principal instrument scientifique à bord de l'atterrisseur martien InSight lancé le 5 mai 2018 et ayant atterri le 26 novembre 2018. L'instrument a été déployé à la surface de Mars le 19 décembre. Le SEIS devrait fournir des enregistrements des séismes martiens, permettant aux chercheurs de développer des cartes de la structure interne profonde en 3 dimensions. Une meilleure compréhension de la structure interne de Mars mènera à une meilleure compréhension de la Terre, de la Lune et des corps planétaires rocheux en général.
SEIS a détecté des tremblements de terre dans la Cerberus Fossae (en) en 2019.

## Vue d'ensemble
Depuis les années soixante, des missions de survols et d'atterrissages de Mars pour recueillir des données scientifiques ont été effectués, mais des études sismologiques de qualité (qui fourniraient des informations détaillées sur l'intérieur de Mars) n'ont pas encore pu être réalisées.
Seuls deux corps astronomiques (la Terre et la Lune) ont été étudiés de cette manière, et on espère que l'étude de Mars contribuera à la compréhension de la géologie de tous les corps planétaires rocheux.
SEIS travaille en synergie avec d'autres instruments embarqués sur InSight, que sont le Heat Flow and Physical Properties Package, le Rotation and Interior Structure Experiment et le Temperature and Winds for InSight.

### Missions précédentes

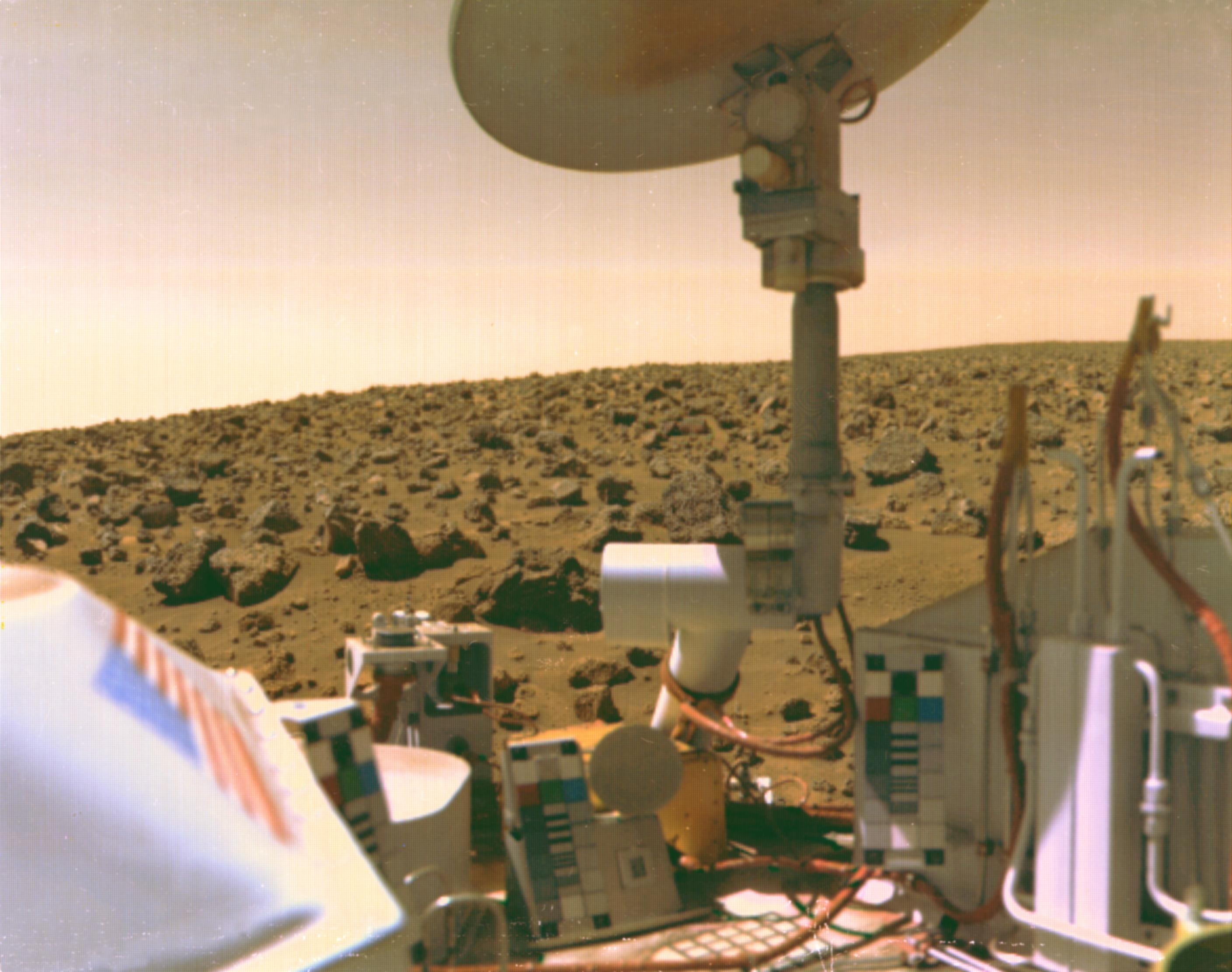
Les deux atterrisseurs Viking, dans les années 1970, avaient un sismomètre (une partie est visible entre les cibles d'étalonnage), mais les problèmes de déploiement ont entravé l'exploitation de données géologiques significatives.

Bien que deux sismomètres aient été posés sur Mars lors des missions Viking en 1976, les résultats s'avérèrent limités. Les sismomètres des deux sondes Viking étaient montés sur l'atterrisseur, ce qui signifie qu'ils captaient également les vibrations provenant des diverses opérations de l'atterrisseur ou causées par le vent. En outre, le sismomètre de l'atterrisseur Viking 1 ne s'est pas déployé correctement.
Les données du sismomètre ont été utilisées pour estimer l'épaisseur de la croûte géologique martienne, entre 14 et 18 km sur le site de l'atterrisseur Viking 2. De manière inattendue, le sismomètre a également détecté la pression des vents martiens, complétant ainsi les résultats de la météorologie,. Un seul candidat possible pour un tremblement de terre martien a été enregistré, bien qu'il n'ait pas été confirmé en raison des limites de la conception et de l'interférence d'autres sources de vibrations telles que le vent. Malgré ces limitations, il était clair que des tremblements de terre importants et de grande ampleur n'ont pas été détectés.

## Caractéristiques techniques

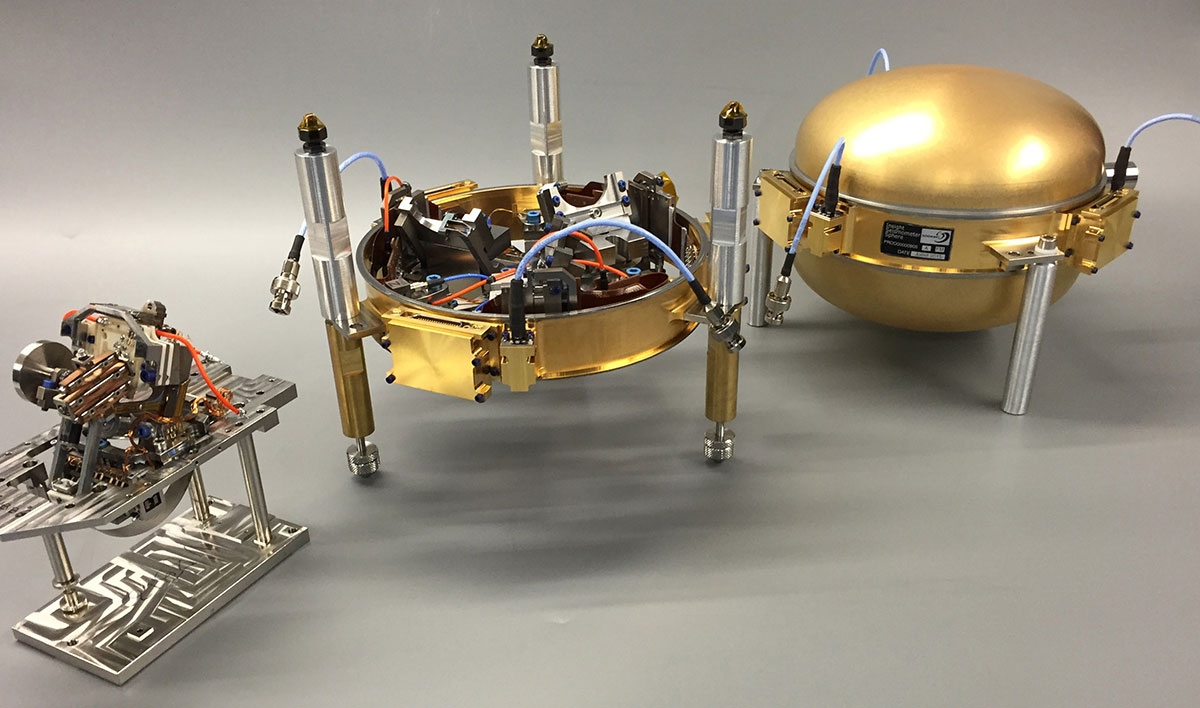
Les composants du sismomètre SEIS : de gauche à droite un des capteurs très large bande (VLB), le berceau permettant de compenser les irrégularités du terrain et la sphère contenant les capteurs VLB.

Le Seismic Experiment for Interior Structure (SEIS, expérience sismique pour la structure intérieure) est un sismomètre à trois axes, N-S, E-O et vertical, qui prendra des mesures précises des séismes et autres activités internes sur Mars, afin de mieux comprendre l'histoire de la planète et la conformation de sa structure. L'instrument, qui a une masse totale de 29,5 kg, est composé des capteurs sismiques, associés à des capteurs de température, un boîtier électronique pour l'acquisition des données, un système de déploiement et un logiciel chargé de faire fonctionner l'ensemble.

### Capteurs très large bande
Le cœur de l'instrument est constitué par des capteurs très large bande VBB (Very Broad Band), capables de percevoir des ondes sismiques dont la fréquence est comprise entre 0,001 et 10 hertz (3 dans le schéma 5). Ce sont trois pendules d'une très grande sensibilité, chacun destiné à la mesure des mouvements du sol dans un des trois axes. Le pendule est constitué par une masselotte de 120 grammes reliée par un ressort à un pivot (52 × 1,8 cm) comprenant une partie fixe et une partie mobile. Le rôle du pivot est de fournir une articulation complètement libre, sans frottement. Les deux parties du pivot sont reliées entre elles par 20 petites lamelles flexibles, réalisées en cuivre et en béryllium, d'une épaisseur de 20 micromètres. Le mouvement du sol est transmis à la masselotte puis au le ressort et à la partie mobile du pivot, dont le débattement maximum, limité par des butées, est de 50 micromètres. Le ressort joue un rôle central dans la fonction du pendule. Il ramène celui-ci à sa position de départ après chaque vibration. Il est réalisé dans un matériau très spécifique (Thermelast), qui présente la particularité de conserver de manière quasi inchangée ses dimensions en cas de variation de la température. Par contre, celle-ci induit une modification de son magnétisme qui, s'il a peu d'influence sur Mars — pratiquement dépourvue de champ magnétique — nécessite toutefois l'emport d'un magnétomètre par la sonde spatiale pour corriger les mesures. À l'autre extrémité du ressort, la masselotte se déplace entre deux parties fixes. Le débattement de la masselotte est très limité : en théorie 150 micromètres, mais la flexibilité du pivot n'autorise que 50 micromètres. La distance entre la masselotte et la partie fixe qui l'encadre est mesurée à l'aide d'un capteur baptisé DCS (Differential Capacity Sensor). Celui-ci est constitué d'électrodes qui enregistrent les variations de capacité électrique entre les deux parties. Ces capteurs peuvent enregistrer des déplacements de l'ordre de 50 picomètres (soit un dixième du rayon de l'atome d'hydrogène). Les informations fournies par le DCS sont transmises à un mécanisme de contre-réaction, constitué de bobines dans lesquelles circule un courant proportionnel au déplacement mesuré. Ces bobines génèrent un champ magnétique, qui va créer une force de rappel qui neutralise le déplacement de la masselotte. Ce sont les courants générés par ce dernier dispositif qui est exploité pour mesurer les mouvements sismiques. Plusieurs dispositifs sont utilisés pour régler de manière fine le pendule. La partie mobile du pivot est centrée grâce à un dispositif électromécanique afin de tenir compte de la force de gravité sur le site d'atterrissage (sur Mars elle est en moyenne de 3,71 m/s2, mais elle n'est pas complètement uniforme). Des capteurs thermiques mesurent les variations de température. Un mécanisme, baptisé TDCM (dispositif de contrôle thermique), reposant sur des métaux ayant des coefficients de dilatation différents, compense les changements de température qui, malgré les multiples barrières thermiques isolant les pendules de l'extérieur, pourront faire varier la température interne de 10 °C.

Schéma de l'instrument SEIS
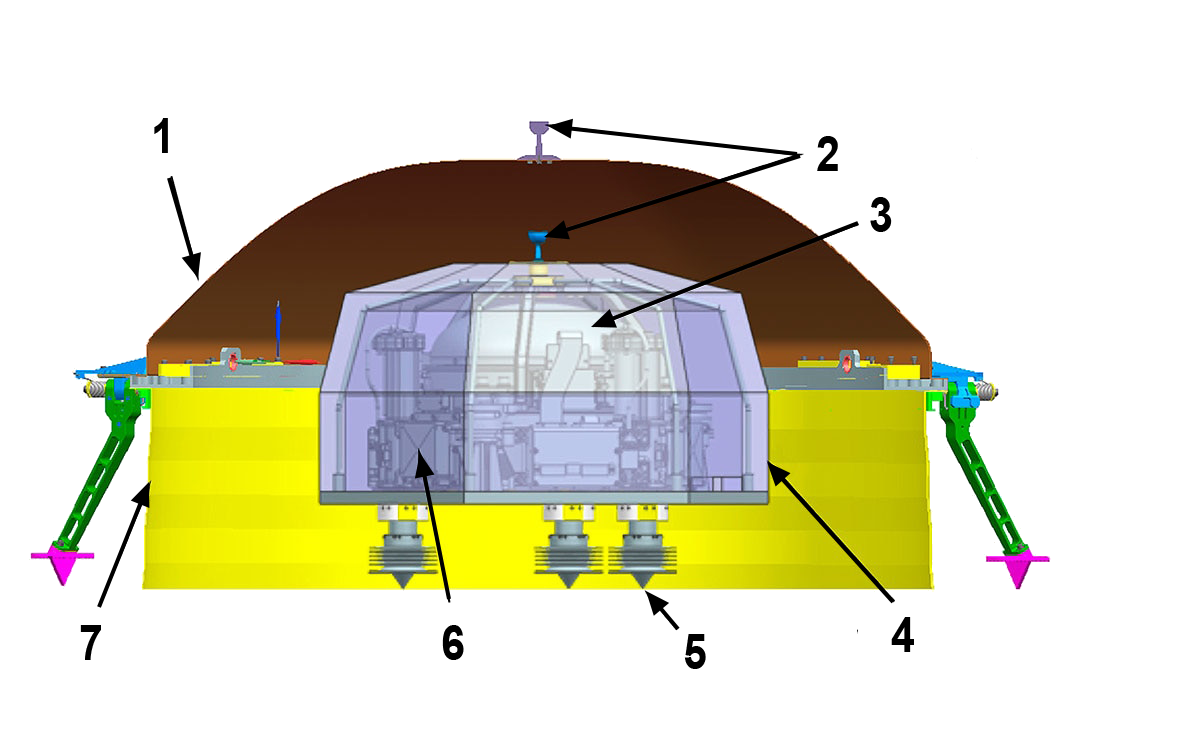
Schéma 5 : sismomètre SEIS : 1 et 7 : Bouclier éolien et thermique - 2 : Points d'accrochage - 3 : Capteurs large bande - 4 : Sphère étanche et sous vide - 5 : Pieds réglables (x3) - 6 : Capteurs courte période (x3).
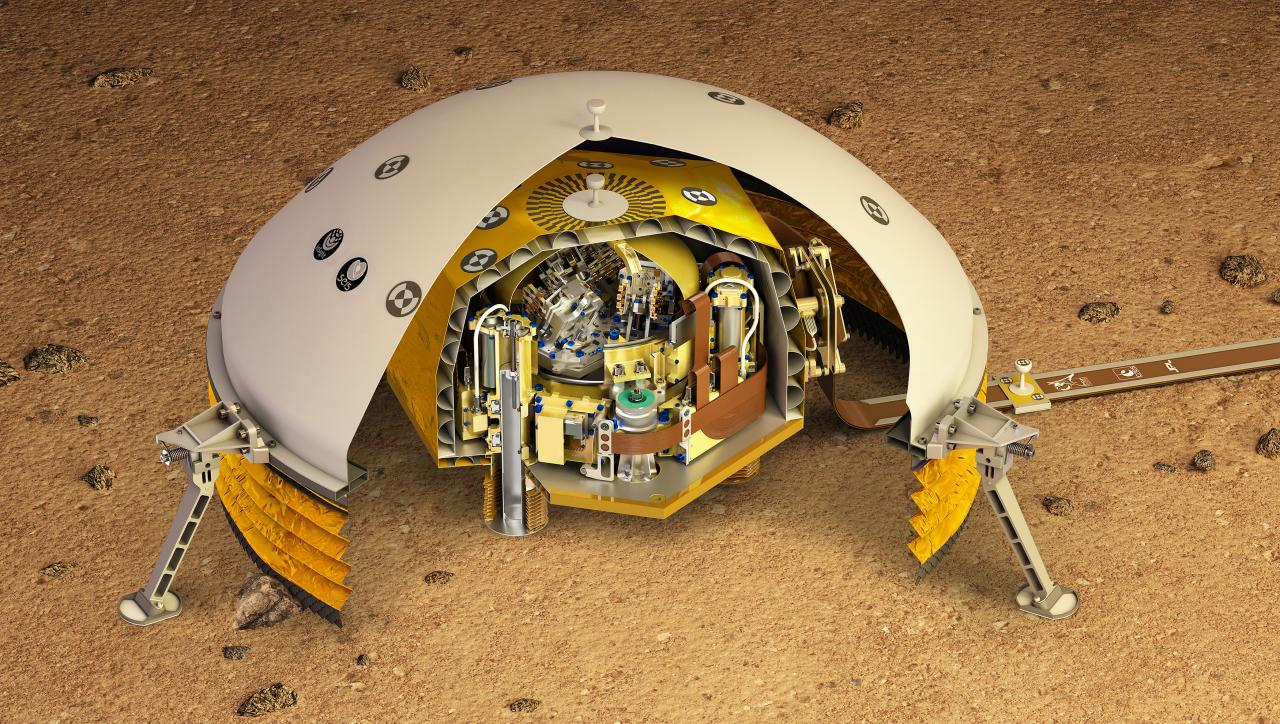
Schéma 6 : Coupe du sismomètre SEIS.

### Enceinte sous vide
Les capteurs très large bande sont enfermés dans une enceinte sphérique, de la taille approximative d'un melon, réalisée en titane (4 dans le schéma 5). Un vide très poussé est maintenu dans la sphère. Cette sphère remplit plusieurs objectifs. À la surface de Mars, la température connaît de grandes amplitudes, les différences de température quotidiennes pouvant atteindre 70 °C. Or, la présence de gaz génère des ponts thermiques entre l'extérieur et les capteurs, qui accroissent le bruit et affectent la précision des mesures. D'autre part, l'impact des molécules de gaz sur le pendule servant de capteur affecte également son mouvement. Enfin, en faisant le vide, on écarte les poussières qui pourraient affecter les parties mobiles. À l'atterrissage sur Mars, la pression à l'intérieur de la sphère est de 0,01 millibar et ne devrait pas excéder 0,1 millibar à la fin de la mission primaire, au bout de 2 ans,.

### Capteurs courte période
SEIS comprend également trois capteurs sismiques de courte période (6 dans le schéma 5) SP (Short Period) fixés sur la paroi extérieure de la sphère. Ceux-ci sont optimisés pour mesurer les ondes sismiques dont la fréquence est supérieure à 1 hertz. Leur bande passante, comprise entre 0,1 et 40 Hz, recouvre en partie celle des capteurs à large bande et permet d'assurer une redondance partielle en cas de défaillance de ceux-ci. Moins sensibles que les capteurs large bande, ils sont placés à l'extérieur de la sphère, sous vide. Ce sont des capteurs beaucoup plus compacts (taille proche de celle d'une pièce d'un euro) et la masselotte, dont les déplacements sont mesurés à l'aide d'électrodes, a une masse d'un gramme. Ils sont usinés dans une galette de silicium, par gravure ionique. Ils sont associés à des capteurs de température, utilisés pour corriger les mesures effectuées.

### Berceau réglable et enveloppe thermique

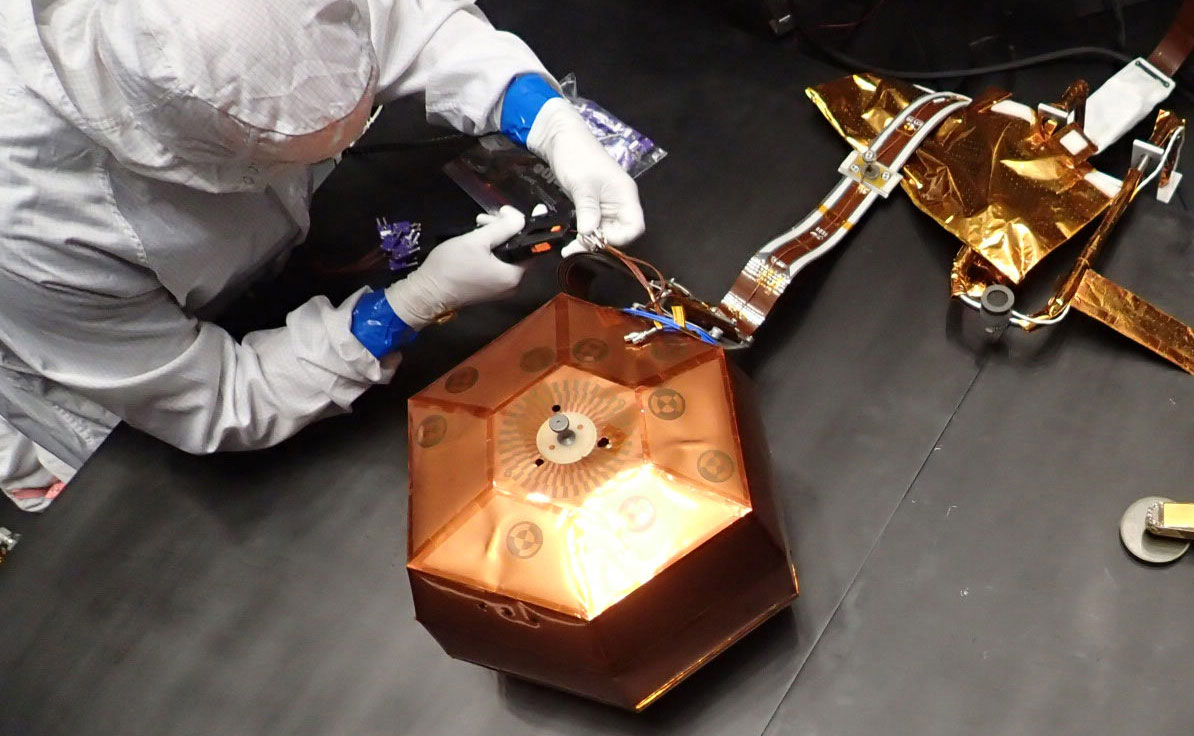
L'enceinte thermique interne RWEB.

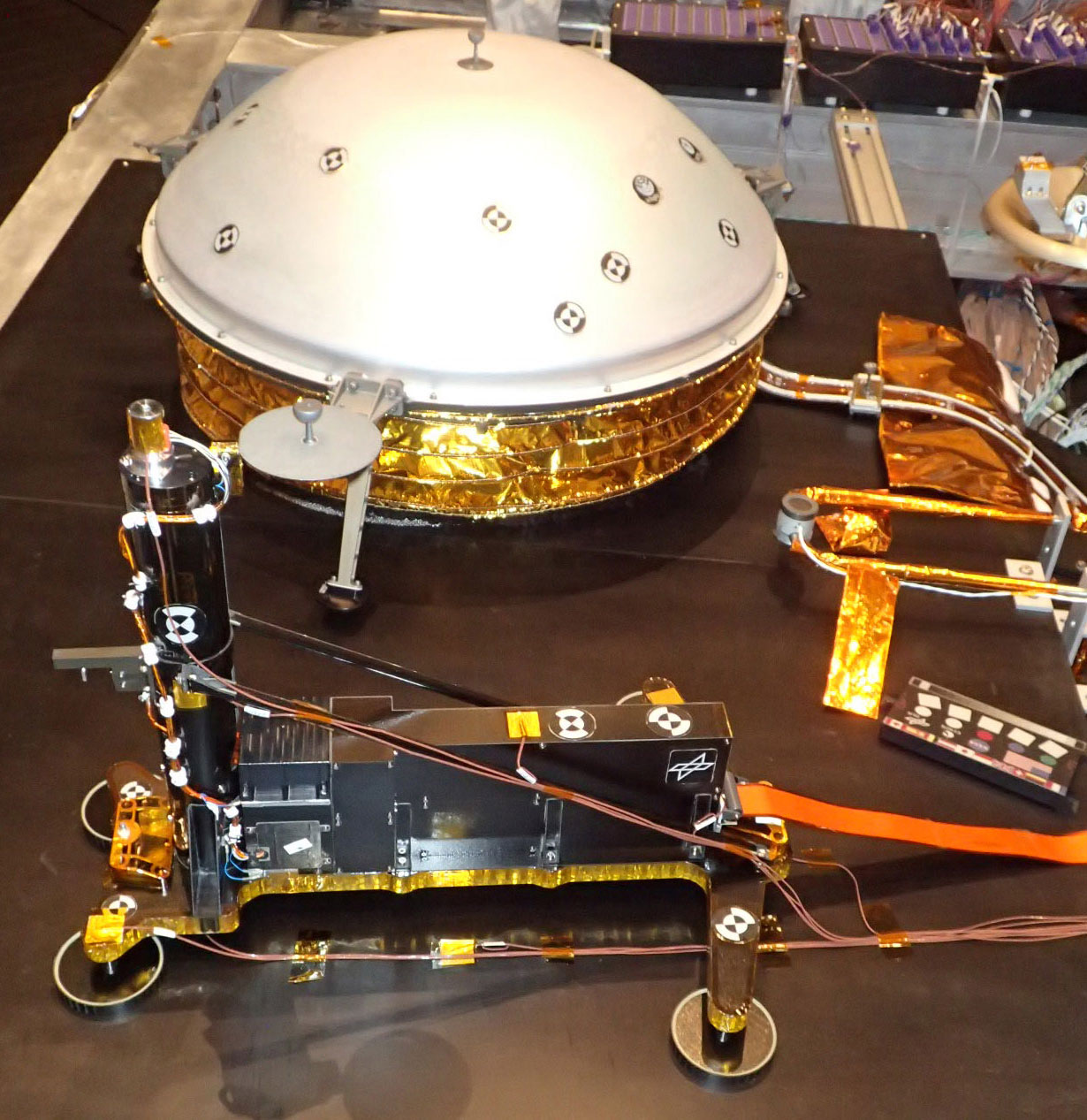
En haut de cette photo, la cloche externe chargée d'isoler l'instrument des phénomènes météorologiques notamment du vent.

Pour pouvoir être utilisé, l'instrument SEIS doit être posé sur le sol. Le terrain sur Mars ne peut être aplani, or l'instrument SEIS, pour fonctionner de manière optimale, doit être posé sur la surface la plus plate possible et la plus proche de l'horizontale. Pour remplir cet objectif, la sphère est posée sur un berceau comportant trois pieds (5 dans le schéma 5) dont la hauteur peut être modifiée à l'aide de moteurs électriques. Le débattement maximal de 6 centimètres permet de compenser un dénivelé de 15° avec une précision de 0,1°. Les irrégularités locales (caillou, creux), si elles ne sont pas détectées avant la dépose de l'instrument sur la surface, seront traitées en modifiant la position de l'instrument, à l'aide du bras télécommandé. L'ensemble formé par la sphère et le berceau est enfermé dans une structure hexagonale, baptisée RWEB (Remote Warm Enclosure Box). qui forme une barrière thermique par rapport à l'extérieur. Celle-ci comporte deux couches d'isolant de type mylar, séparées par un espace de moins de deux centimètres, dans lequel on laisse s'insinuer volontairement le dioxyde de carbone, qui est le constituant principal de l'atmosphère de la planète. Celui-ci, qui a tendance à stagner dans les espaces confinés, contribue à renforcer l'isolation thermique. Au sommet de l'enveloppe thermique émerge une tige terminée par une petite sphère (2 dans le schéma 5), qui permet au bras télécommandé d'InSight de déplacer l'instrument. Un cadran solaire temporaire, dessiné autour de cette poignée, permet de déterminer avec précision l'angle du sismomètre par rapport au Nord avant que l'instrument ne soit placé sous la coiffe de protection décrite ci-dessous. L'ensemble de l'instrument pèse environ 3 kg et consomme environ 1 watt.

### La cloche éolienne et thermique WTS
Sur Terre, les sismomètres sont placés dans des sites très calmes, loin des perturbations atmosphériques et caractérisés par des variations thermiques faibles, tels que des caves ou des puits de mine. Pour approcher ces conditions sur Mars, il n'est pas possible d'enterrer l'instrument. Le JPL a conçu une cloche (1 et 7 dans le schéma 5), dont le rôle est de bloquer le vent et la poussière et d'atténuer et filtrer les changements de température. Cette cloche est composée d'une partie supérieure, de forme hémisphérique et réalisée en nid d'abeilles d'aluminium, posée sur trois pieds et d'une jupe extensible, qui permet d'englober l'instrument, en épousant les irrégularités du terrain. Cette jupe est réalisée en cotte de mailles métallique, qui allie la souplesse et la masse nécessaires pour remplir son office. La cloche a un diamètre de 69 centimètres et une hauteur de 35 centimètres. Sa masse de 12 kilogrammes devrait lui permettre de résister à la poussée de vents de 60 à 100 mètres par seconde (jusqu'à 360 km/h).

### Électronique
Hormis l'électronique chargée d'amplifier les signaux, l'électronique permettant à l'instrument de fonctionner se trouve pratiquement dans sa totalité dans un boîtier (l'eBOX) installé avec l'avionique sous le pont principal de la sonde spatiale. L'électronique permet à l'instrument de fonctionner en continu de manière autonome, même lorsque l'atterrisseur est en sommeil. Le boîtier contient neuf cartes, dont deux destinées respectivement à l'alimentation électrique et à la gestion et au contrôle des données, trois destinées à la gestion des capteurs VLB. Une carte gère les capteurs courte période et une autre le système de mise à niveau du sismomètre.

## Les contributeurs
La réalisation de SEIS est supervisée par le CNES, avec la participation de l'Institut de physique du globe de Paris (IPGP), concepteur général de l'instrument, de la SODERN, fabricant des capteurs très large bande, l'École polytechnique fédérale de Zurich (ETH), qui fournit l'électronique, l'Institut Max-Planck de recherche sur le Système solaire (MPS) qui fournit le berceau, l'Imperial College London, qui fournit les capteurs courte période, l'Institut supérieur de l'aéronautique et de l'espace (ISAE) et le Jet Propulsion Laboratory (cloche et sphère). La première version de SEIS a été embarquée sur la sonde spatiale soviétique Mars 96, détruite au cours de son lancement, puis a été successivement proposé sur plusieurs projets de mission qui n'ont pas abouti : NetLander, ExoMars (dans l'ensemble instrumental Humboldt), International Lunar Network, SELENE-2.

## Premiers résultats
En février 2020, de premiers résultats sont publiés, à partir des données de SEIS, la sonde ayant capté plus de 400 vibrations dont une vingtaine de séismes de magnitude comprise entre 3 et 4. Ces données ont permis d'évaluer l'activité sismique de Mars comme étant intermédiaire entre celles de la Lune et de la Terre. Ainsi, il a été observé que l'activité sismique de Mars est suffisamment importante pour enregistrer des ondes P et S, ce qui pourra par la suite permettre d'étudier la composition interne et notamment du noyau, pour déterminer s'il possède une phase liquide. Ces données ont aussi permis d'étudier la composition de la lithosphère martienne, plus hydratée que celle de la Lune. Les relevés du magnétomètre ont aussi pu compléter les observations satellitaires.
En juillet 2021, a été publié dans la revue Science une série de 3 articles présentant des modélisations plus précises de la structure interne de Mars grâce aux données de SEIS. Une première discontinuité a pu être mise en évidence au sein de la croûte à 10 km de profondeur, séparant une couche altérée, peut-être par des écoulements d'eau, d'une couche de roche non altérée. Une seconde discontinuité, à 20 km de profondeur, et une potentiel troisième à 38 km, ont de plus été identifiées.. La limite croute/manteau correspond à l'une de ces deux discontinuités. La minéralogie du manteau martien est déjà relativement bien connue grâce aux météorites, ce qui a permis de "traduire" la vitesse mesurée des ondes sismiques en température. Cela a permis de déterminer le gradient de température et donc le flux de chaleur traversant le manteau. Ce flux est environ 4 fois plus faible que celui de la Terre. Le manteau martien présente de plus une lithosphère très épaisse de près de 500 km.
Il a été confirmé que le noyau ferreux est liquide, comme le prédisait des modèles existant ayant analysé la rotation de la planète. Son rayon a pu être mesuré : 1 830 km, ce qui correspond à la gamme haute des estimations qui avaient été faites jusque là. Cela implique que ce noyau est sans doute moins dense que prévu et contiendrait des éléments légers, comme du carbone, de l'hydrogène ou de l'oxygène.

## FSS une version installée à la surface de la Lune
L'agence spatiale américaine, la NASA, a développé une mission similaire à InSight à destination de la Lune. Un atterrisseur emportant une copie légèrement modifiée de SEIS sera déposée vers 2025 dans le cratère de Schrödiger, près du pôle sud de la Lune sur la face cachée de celle-ci. L'instrument a pour objectif de déterminer si la sismologie sur la face cachée est différente de sa face visible, comment les impacts sculptent la croûte lunaire et quel est le taux d'impact actuel des micrométéorites.

### Documents de référence
- (en) Philippe Lognonné, « From Moon seismology to Mars with the SEIS Instrument on the NASA InSight mission », sur European Geosciences Union, Université Paris Diderot, 21 septembre 2015
- (en) David Mimoun, Philippe Lognonné, William Banerdt et al. « The InSight SEIS Experiment » (mars 2012)  (lire en ligne) [PDF]
—43rd Lunar and Planetary Science Conference